# Chiripá (prenda)

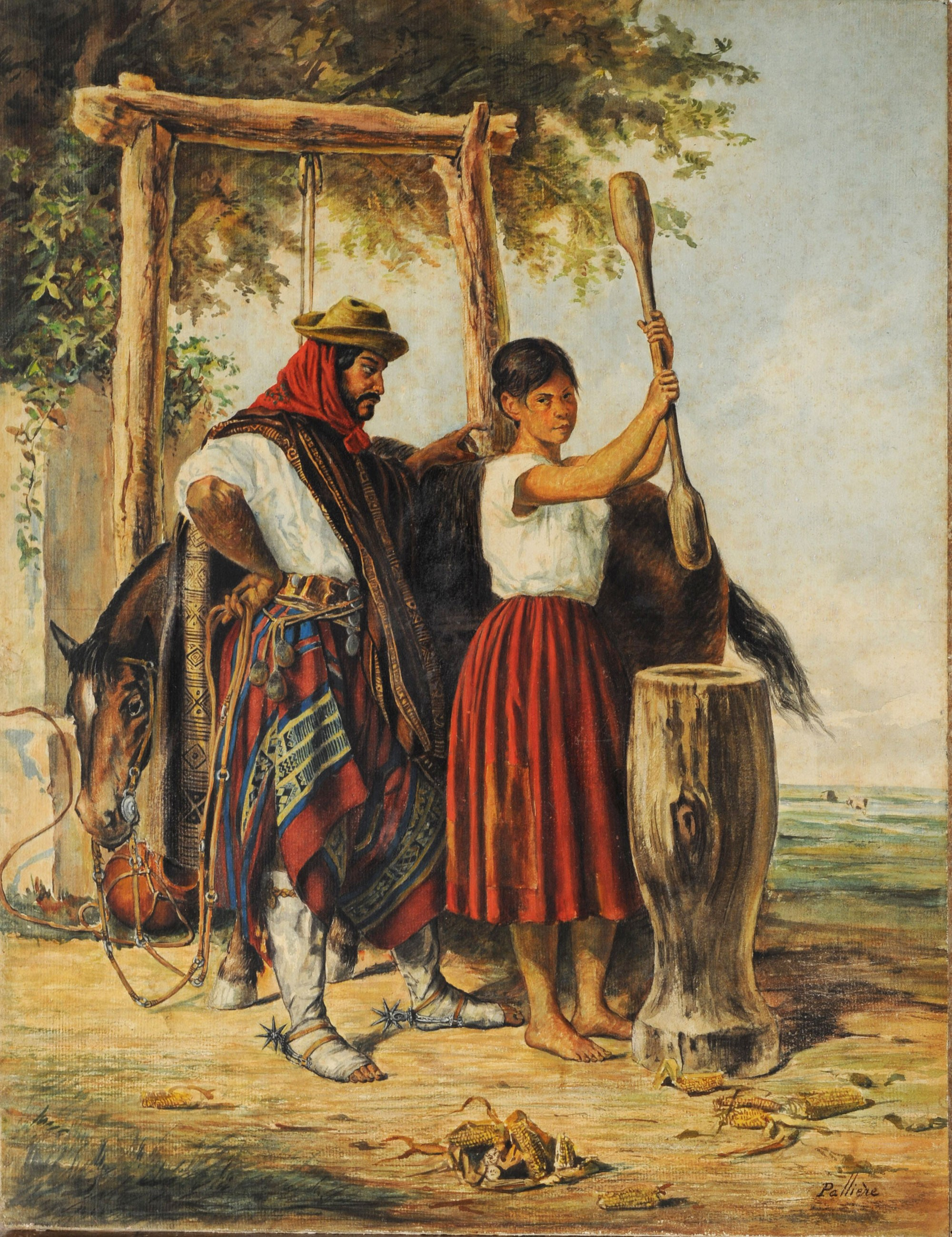
La pisadora de maíz, de Juan León Pallière. El gaucho de la izquierda lleva chiripá y poncho. Pintura de mediados del siglo XIX.

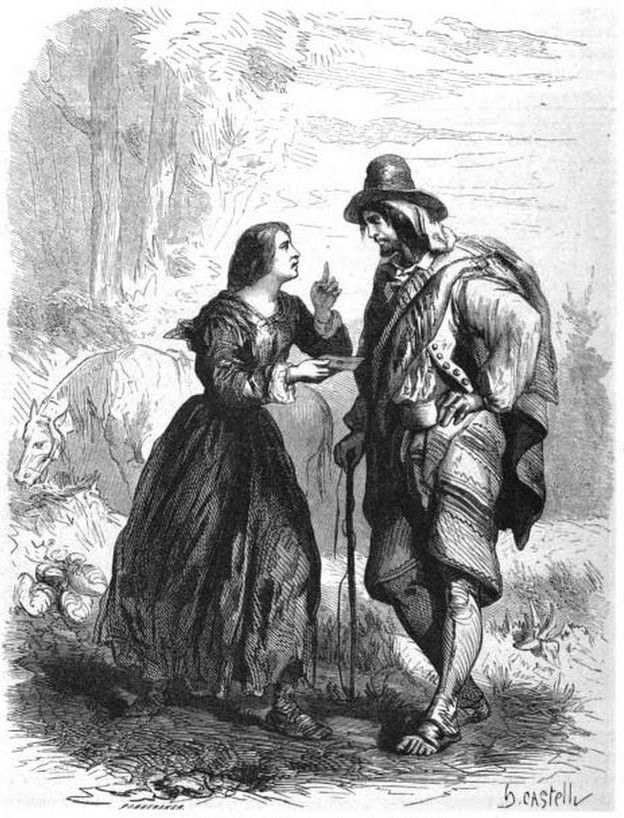
Chasqui de Santiago del Estero usando chiripá. - Dibujo de Castelli 1840.

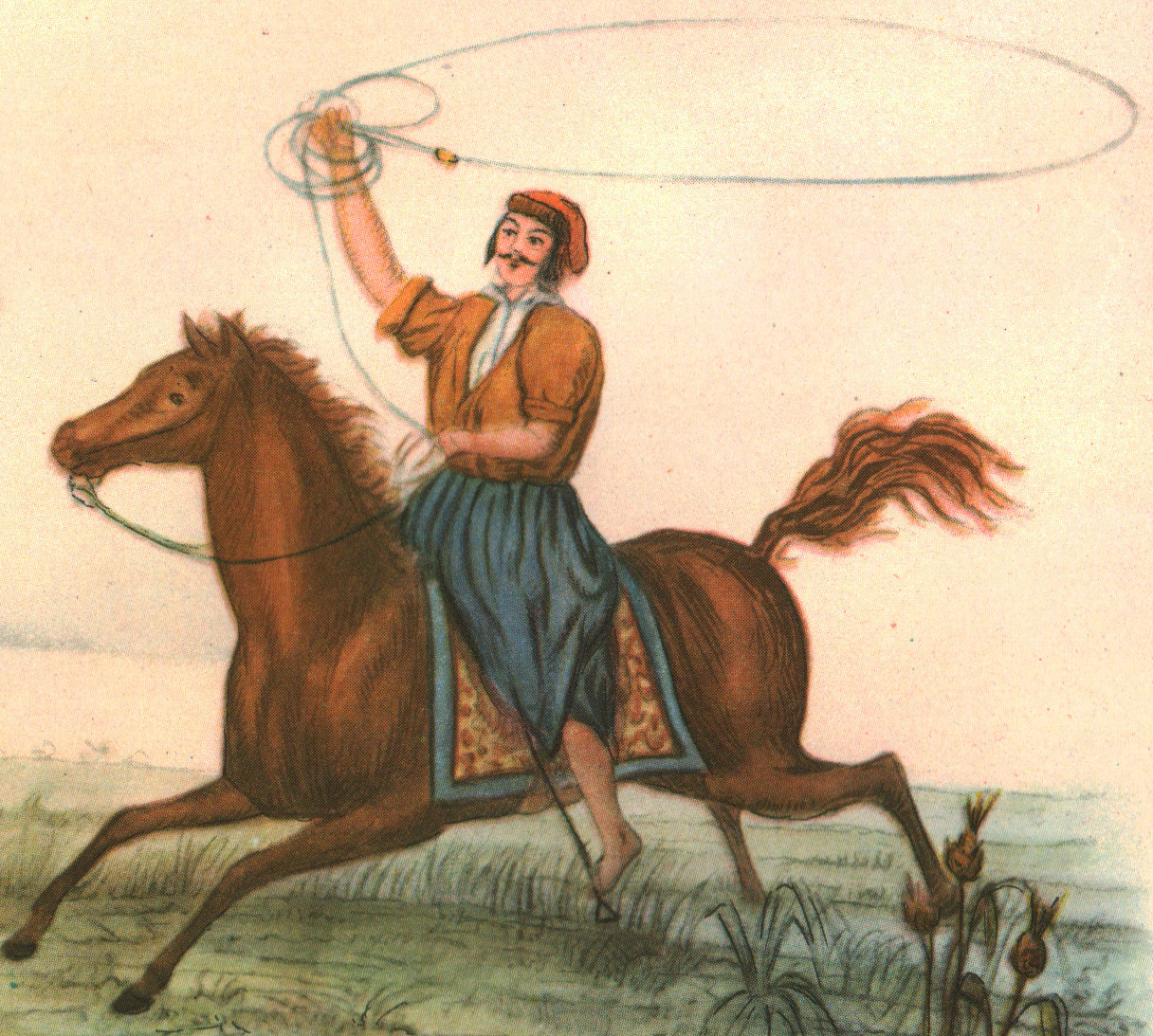
Gaucho a caballo con lazo usando chiripá. Alberico Isola, 1844.

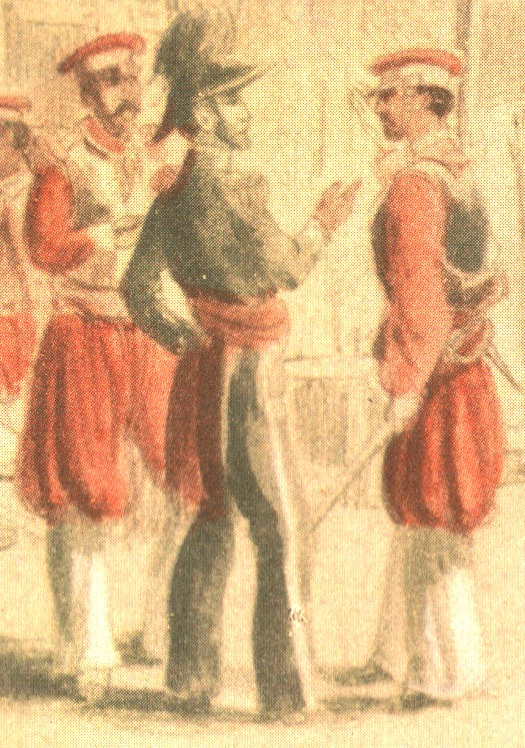
Cuartel de coraceros, de Juan Manuel de Rosas. Los soldados de caballería llevan un chiripá rojo sobre el calzón cribado. - Buenos Aires, según Durand Brager, Dibujo coloreado, 1841.

Se denomina chiripá a la manta colocada en forma de pañal y prendida con alfiler o ceñido con la faja y a veces el tirador o rastra, que utilizaron varios pueblos originarios  (ranqueles, mapuches, tehuelches, guaraníes en las Misiones jesuíticas, etc.) y el gaucho hasta aproximadamente 1860 y sustituido luego por la bombacha. La prenda sin costuras proporcionó una gran comodidad para cabalgar. Debajo del chiripá, los gauchos usaban un tipo de pantalones blancos con flecos llamados "calzones" o calzoncillos (pantalones gauchos de botamanga cribada), y en ocasiones se usaba el chiripá sin el calzoncillo cribado.

La etimología de la palabra chiripá tiene dos versiones. Una dice que proviene del mapudungun chiripa, que a su vez es un préstamo del quechua chiripak (de "chiri" frío y "pak" para, para el frío) y designaba inicialmente al chamal masculino mapuche. La segunda proviene de las misiones guaraníes y afirma que, en lengua misionero-guaraní, chiripá significa cosa de poca monta o valor, casual, de la menor importancia. Algunos dicen que los gauchos al estar gran parte del tiempo a caballo pronto encontraban desgastados sus "leones" (pantalones), y para remedar esto se ponían un poncho que pasaban por sus entrepiernas y se sostenía mediante el cinturón o una faja a la cintura. El chiripá servía también para protegerse del frío, las espinas, etc. Incluso era una suerte de ligera aunque bastante efectiva "armadura" ante los posibles ataques a los genitales con armas blancas o por parte de fieras como los hoy casi extintos, pero abundantes hasta fines del siglo XIX en plena Pampa húmeda, jaguares y pumas.